# حادثة نانكينغ عام 1927
وقعت حادثة نانكينغ (بالصينية: 南京事件) في مارس من عام 1927 عندما احتل الجيش الوطني الثوري (NRA) نانجينغ (التي عُرفت حينها باسم نانكينغ) خلال حملتهم الشمالية. قصفت السفن الحربية الأجنبية المدينة بهدف حماية السكان الأجانب من أعمال الشغب والنهب. شاركت عدة سفن في الاشتباك، بما في ذلك سفن البحرية الملكية البريطانية وسفن بحرية الولايات المتحدة. رسوا البحارة وهبط مشاة البحرية للمشاركة في عمليات الإنقاذ. شارك كل من جنود الكومينتانغ (أعضاء الحزب القومي الصيني) والشيوعيين داخل الجيش الوطني الثوري في أعمال الشغب ونهب ممتلكات الأجانب في نانجينغ.

## سياق الحادثة
كانت نانكينغ في عام 1927 ميناء معاهدة نانجينغ على الشواطئ الجنوبية لنهر اليانغتسي، الذي يُعتبر ممر مائي ضخم يفصل بين شمال وجنوب الصين. تمركزت أسراب من السفن البحرية الأجنبية على طول نهر اليانغتسي لحماية مواطنيها الذين يعملون بالتجارة في موانئ المعاهدات، وذلك لأن المصالح الأجنبية في الصين كانت أمريكية وأوروبية إلى حد كبير. بدأت البحرية الملكية البريطانية بعملية «تشاينا ستيشن» تحت قيادة اللواء البحري السير ريجينالد تيرويت، في حين أنشأت البحرية الأمريكية دورية عسكرية تحت اسم

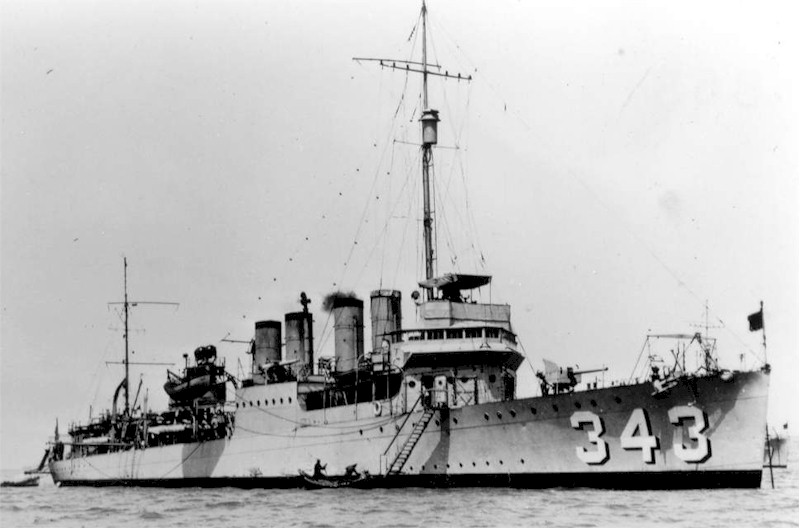
المدمرة البحرية الأمريكية «يو إس إس نوا».

«يانغتسي باترول». استمرت كلتا الحمايتان لمدة 80 عامًا، حتى نشوب الحرب العالمية الثانية.

## التداعيات
أصدرت الحكومة القومية بعد الحادثة بيانًا متعلقًا ببدء الهجمات على القنصليات الأجنبية ملقيةً اللوم في ذلك على الفارين من جيش جانغ زونغتشانغ، بالإضافة إلى اتهامها الجنود الشيوعيين داخل الجيش الوطني الثوري بارتكاب فظائع نُسبت بشكل خاطئ إلى الكومينتانغ (أعضاء الحزب القومي الصيني).
اشتبه القائد الأعلى في الجيش الوطني الثوري شيانج كاي شيك في استعمال الحزب الشيوعي الصيني والمستشارين السوفيت في حكومة ووهان القومية للمشاعر المعادية للإمبريالية والأجنبية بهدف التحريض على حادثة نانجينغ، وفي تآمرهم لتعزيز قوة الشيوعيين وإضعاف فصائل الجناح اليميني للكومينتانغ (الحزب القومي الصيني). عزم القائد شيانج كاي شيك في 12 أبريل من عام 1927 إثر حادثة نانجينغ على تطهير الكومينتانغ من الشيوعيين في شنغهاي بشكل عنيف (حادثة مذبحة شانغهاي)، منهيًا التعاون بينهم بشكل رسمي من خلال الحملة الشمالية وبدء الحرب الأهلية الصينية رسميًا.
توصل هوانغ فو وزير خارجية الحكومة القومية المشكلة حديثًا آنذاك في نانجينغ في عام 1928 إلى اتفاقيات مع الولايات المتحدة وبريطانيا العظمى بهدف تسوية الأضرار التي نتجت عن حادثة نانجينغ، ووافق الكومينتانغ (الحزب القومي الصيني) على الاعتذار من كلا البلدين ودفع تعويضات كبيرة لهما، دون الكشف عن المبلغ الدقيق لحفظ ماء وجه الصينيين. على الرغم من تكبيد هذه التسوية الكومينتانغ (الحزب القومي الصيني) خسائر مالية، ولكنها أدت إلى حصول الحكومة القومية على اعتراف دولي، وإنشاء علاقات دبلوماسية رسمية بين الكومينتانغ (الحزب القومي الصيني) وبين اثنتين من القوى العظمى في العالم لأول مرة بعد الحملة الشمالية.